# TopHit
Tophit是為音樂家提供的網路服務，成立於2003年。其將新歌和音樂錄影帶數位發行至電台和電視頻道，並以根據無線電廣播的數量來發佈音樂榜單。從2016年7月17日開始，Tophit加入YouTube觀看次數為榜單計算的一部分。

## 外部連結
- 官方网站